# Тарабіла
Тарабі́ла (Copsychus fulicatus) — вид горобцеподібних птахів родини мухоловкових (Muscicapidae). Мешкає на Індійському субконтиненті.

## Опис

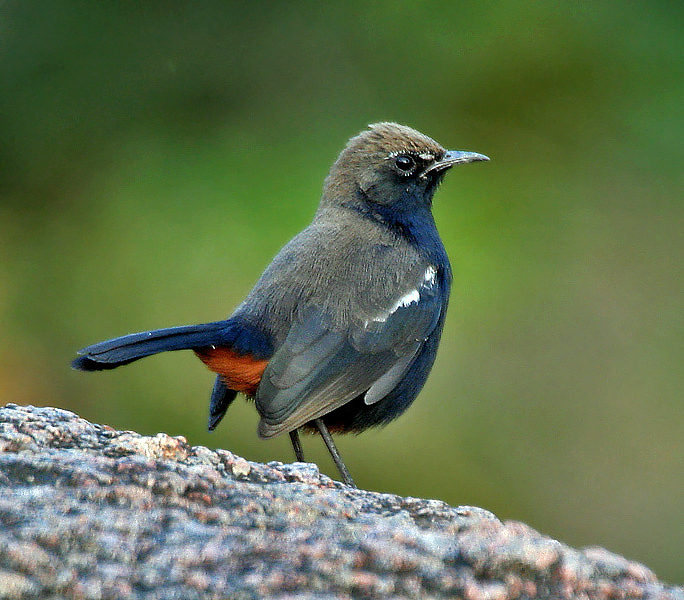
Самець тарабіли (штат Андгра-Прадеш, Індія)

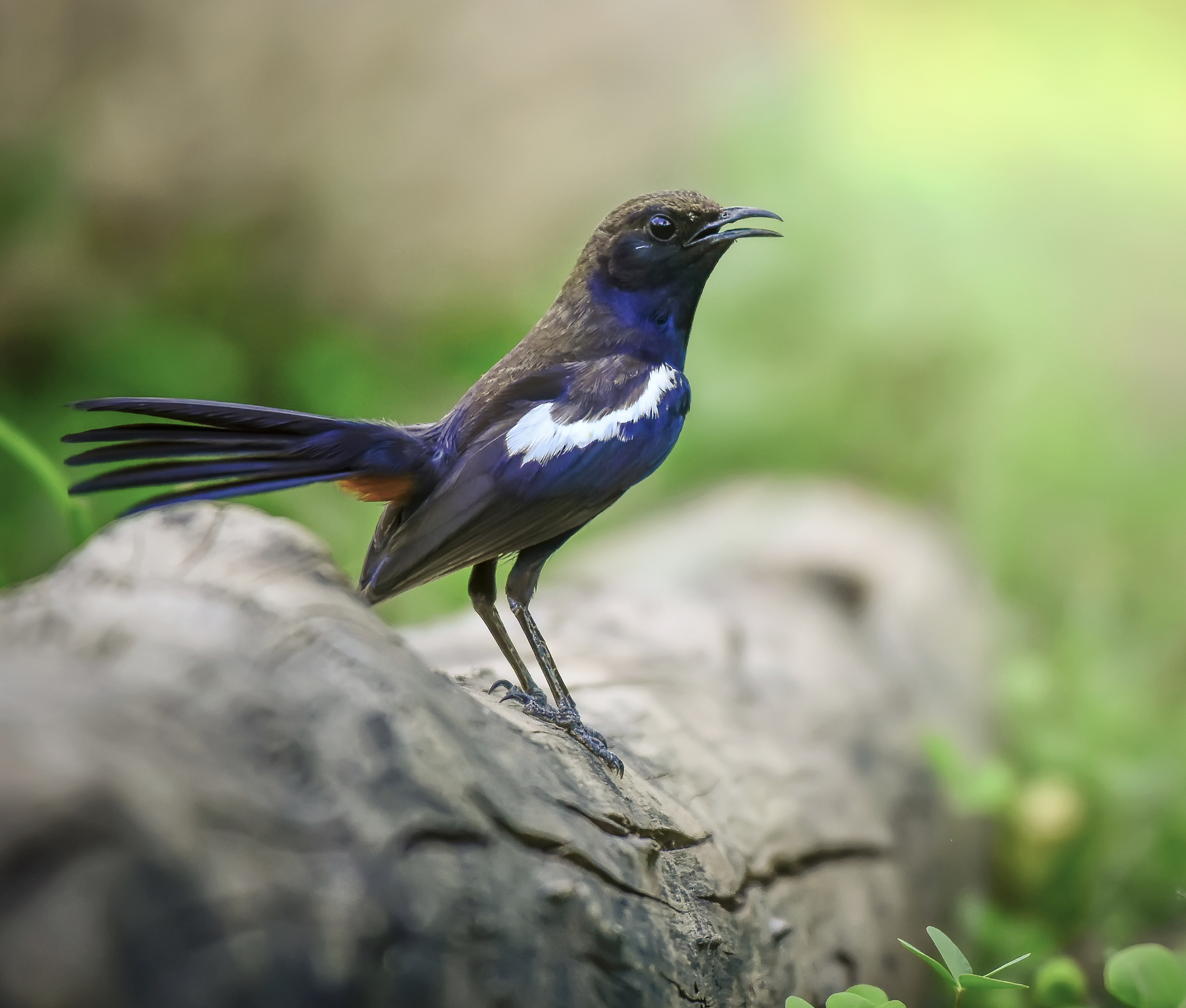
Самець тарабіли

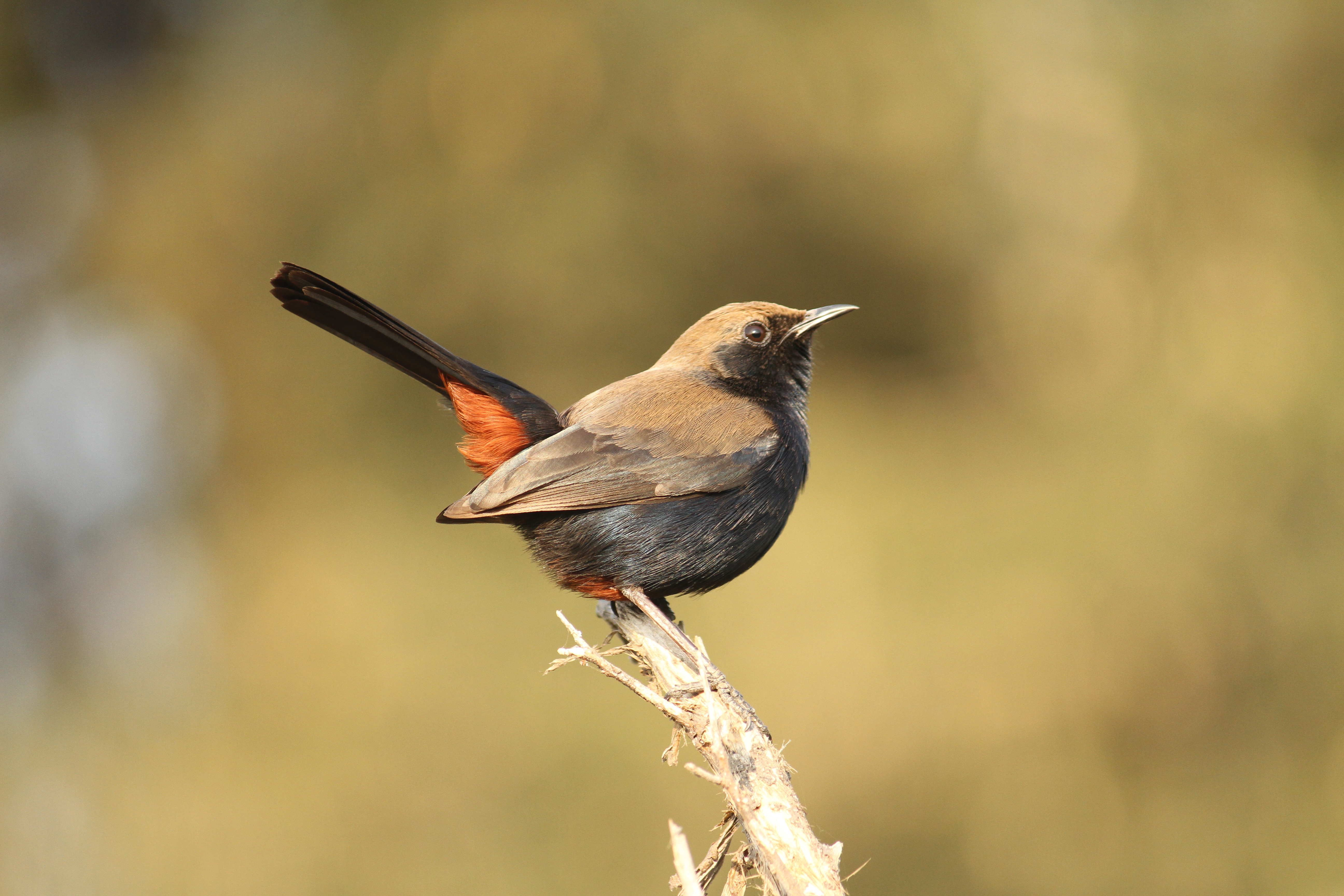
Самець тарабіли

Довжина птаха становить 19 см, враховуючи хвіст довжиною 6-8 см. Представники північних популяції є більшими, ніж птахи з Південної Індії або Шрі-Ланки. Виду притаманний статевий диморфізм. Самці мають переважно чорне забарвлення, на плечах у них білі плями або смуги. У північних популяцій верхня частина тіла має коричнюватий відтінок, у південних популяцій — чорний. Нижні покривні пера хвоста каштанові, помітні, оскільки птах часто тримає довгий хвіст направлений догори. У самиць верхня частина тіла коричнева, білі плями на плечах відсутні. Нижня частина тіла сірувата, гузка каштанова, блідіша, ніж у самців. Забарвлення молодих птахів є подібне до забарвлення самиць, однак горло у них плямисте.

## Таксономія
В 1760 році французький зоолог Матюрен Жак Бріссон включив опис тарабіли до своєї книги «Ornithologie», описавши птаха за зразком з Філіппін, як він помилково вважав (наразі типовою місцевістю птаха вважається Пудучеррі в Південній Індії). Він використав французьку назву Le grand traquet des Philippines та латинську назву Rubetra Philippensis Major. Однак, хоч Бріссон і навів латинську назву, вона не була науковою, тобто не відповідає біномінальній номенклатурі і не визнана Міжнародною комісією із зоологічної номенклатури. Коли в 1766 році шведський натураліст Карл Лінней випустив дванадцяте видання своєї Systema Naturae, він доповнив книгу описом 240 видів, раніше описаних Бріссоном. Одним з цих видів була тарабіла, для якої Лінней придумав біномінальну назву Motacilla fulicata. Тарабілу тривалий час відносили до монотипового роду Saxicoloides, однак за результатами низки молекулярно-філогенетичних досліджень цей вид був переведений до роду Шама (Copsychus)

## Підвиди
Виділяють п'ять підвидів:
- C. f. cambaiensis (Latham, 1790) — Південна Індія (від Мумбаї до Майсуру і Керали);
- C. f. erythrurus (Lesson, RP, 1831)[15] — Бангладеш і північний схід Індії (рівнини Біхара і Західного Бенгалу);
- C. f. intermedius (Whistler & Kinnear, 1932) — Центральна Індія (від Мумбаї до Гайдарабада і річки Крішна);
- C. f. fulicatus (Linnaeus, 1766) — низовини на острові Шрі-Ланка;
- C. f. leucopterus (Lesson, RP, 1840) — від Пакистану до північної і західної Індії і рівнин південного Непалу.

## Поширення і екологія
Тарабіли мешкають в Пакистані, Індії, Непалі, Бутані, Бангладеш і на Шрі-Ланка. Бродячі птахи спостерігалися в Афганістані і на Мальдівах. Тарабіли живуть у відкритих, кам'янистих місцевостях, порослих травою і чагарниками, в рідколіссях, на висоті до 1600 м над рівнем моря. Часто зустрічаються в посушливих регіонах, уникають густих лісів і районів, де випадає велика кількість опадів. Живляться переважно комахами, іноді також дрібними амфібіями і ящірками.
Сезон розмноження триває з грудня по вересень, пік гніздування на півночі Індії припадає на червень, на півдні Індії трохи раніше. На Шрі-Ланці гніздування триває з березня пао червень і з серпня по вересень. В цей час самці співають і демонструють самицям свої довгі хвости, розправляючи їх. Тарабіли гніздяться в тріщинах серед скель, в будівлях або в дуплах дерев. Гнізда встелюють шерстю, іноді також зміїною шкірою. В кладці 3-4 білих, іноді з зеленуватим або рожевуватим відтінком яйця, поцяткованих коричнюватими або червонувато-коричневими плямками, розміром 19-21×14-16 мм. Інкубаційний період триває 10-12 днів, насиджують лише самиці. За пташенятами доглядають і самиці, і самці.